# Bartosz Marczuk
Bartosz Maciej Marczuk (ur. 5 października 1974 w Rzeszowie) – polski dziennikarz i urzędnik państwowy, w latach 2015–2018 podsekretarz stanu w Ministerstwie Rodziny, Pracy i Polityki Społecznej.

## Życiorys
Ukończył studia magisterskie z socjologii na Uniwersytecie Warszawskim oraz doktoranckie z ekonomii w Instytucie Pracy i Spraw Socjalnych.
Był kierownikiem działu w „Dzienniku Gazecie Prawnej”. W latach 2011–2012 był zastępcą redaktora naczelnego „Rzeczpospolitej”. Funkcję tę pełnił też w tygodniku „Wprost” i kwartalniku „Rzeczy Wspólne”.
Współtworzył Rządowy Program Polityki Rodzinnej 2006–2007, pełniąc także funkcję społecznego doradcy ministra pracy i polityki społecznej. Został ekspertem z zakresu polityki społecznej w Instytucie Sobieskiego i w Związku Dużych Rodzin 3+. 10 grudnia 2015 objął stanowisko podsekretarza stanu w Ministerstwie Rodziny, Pracy i Polityki Społecznej. 7 listopada 2018 złożył rezygnację z zajmowanej funkcji ze względu na plany zawodowe. 19 listopada 2018 został powołany na stanowisko wiceprezesa Polskiego Funduszu Rozwoju, odpowiedzialnego m.in. za nadzór nad pracowniczymi planami kapitałowymi.
W latach 2021–2023 przewodniczący Rady Naukowej Instytutu Pokolenia.

## Nagrody
- Nagroda Gospodarcza Związku Przedsiębiorców i Pracodawców
- Nagroda im. Krzysztofa Dzierżawskiego
- Tulipan Narodowego Dnia Życia
- Nagroda Ostre Pióro
- Odznaka Honorowa Primus in Agendo

## Życie prywatne
Jest żonaty i ma pięcioro dzieci.